# 엔주의 아롱디스망
엔주의 아롱디스망에는 총 5개가 있다.

피카르디 레지옹의 엔 주에 있는 5개 아롱디스망과 준주도.
라옹 아롱디스망
생캉탱 아롱디스망
베르뱅 아롱디스망
수아송 아롱디스망
샤토티에리 아롱디스망

2009년 7월 4일부터 엔주의 주지사는 피에르 벨 (Pierre Bayle)이며, 주청 소재지는 랑에 있다.
- 샤토티에리 아롱디스망 (준주도 : 샤토티에리)은 5개의 캉통과 123개의 코뮌이 속해 있다.
- 랑 아롱디스망 (엔 주의 주도 : 랑)은 13개의 캉통과 278개의 코뮌이 속해 있다.
- 생캉탱 아롱디스망 (준주도 : 생캉탱)은 9개의 캉통과 126개의 코뮌이 속해 있다.
- 수아송 아롱디스망 (준주도 : 수아송)은 7개의 캉통과 159개의 코뮌이 속해 있다.
- 베르뱅 아롱디스망 (준주도 : 베르뱅)은 8개의 캉통과 130개의 코뮌이 속해 있다.

## 역사
- 1790년 : 샤토티에리, 쇼니, 랑, 생캉탱, 수아송, 베르뱅 등 6개의 디스트리크와 함께 엔 주가 생성됨
- 1800년 : 랑, 샤토티에리, 생캉탱, 수아송, 베르뱅 아롱디스망 설치
- 1926년 : 샤토티에리 아롱디스망 폐지
- 1942년 : 샤토티에리 아롱디스망 복구